# Kanton Conques-sur-Orbiel
Der Kanton Conques-sur-Orbiel war bis 2015 ein französischer Wahlkreis im Département Aude und in der Region Languedoc-Roussillon. Er umfasste zehn Gemeinden im Arrondissement Carcassonne; sein Hauptort (frz.: chef-lieu) war Conques-sur-Orbiel. Die landesweiten Änderungen in der Zusammensetzung der Kantone brachten im März 2015 seine Auflösung. Vertreter im Generalrat des Départements war zuletzt Alain Marcaillou (PCF).
Der Kanton war 92,95 km² groß und hatte 11.613 Einwohner (Stand 2012).

## Gemeinden
| Gemeinde            | Einwohner Jahr | Fläche km² | Bevölkerungsdichte | Code INSEE | Postleitzahl |
| ------------------- | -------------- | ---------- | ------------------ | ---------- | ------------ |
| Bagnoles            | 286 (2013)     | 5,63       | 51 Einw./km²       | 11025      | 11600        |
| Conques-sur-Orbiel  | 2.439 (2013)   | 25,07      | 97 Einw./km²       | 11099      | 11600        |
| Limousis            | 114 (2013)     | 9,92       | 11 Einw./km²       | 11205      | 11600        |
| Malves-en-Minervois | 842 (2013)     | 4,88       | 173 Einw./km²      | 11215      | 11600        |
| Sallèles-Cabardès   | 113 (2013)     | 6,82       | 17 Einw./km²       | 11368      | 11600        |
| Villalier           | 1.018 (2013)   | 7,7        | 132 Einw./km²      | 11410      | 11600        |
| Villarzel-Cabardès  | 210 (2013)     | 6,38       | 33 Einw./km²       | 11416      | 11600        |
| Villegailhenc       | 1.650 (2013)   | 4,78       | 345 Einw./km²      | 11425      | 11600        |
| Villegly            | 1.083 (2013)   | 9,83       | 110 Einw./km²      | 11426      | 11600        |
| Villemoustaussou    | 4.181 (2013)   | 11,94      | 350 Einw./km²      | 11429      | 11620        |

## Bevölkerungsentwicklung
| 1962 | 1968 | 1975 | 1982 | 1990 | 1999 | 2006 | 2012   |
| ---- | ---- | ---- | ---- | ---- | ---- | ---- | ------ |
| 5184 | 5766 | 6392 | 7752 | 8880 | 9046 | 9894 | 11.613 |